# Ewa Michnik
Ewa Barbara Michnik-Szynalska (* 15. Februar 1943 in Bochnia) ist eine polnische Dirigentin und Generalmusikdirektorin (GMD) der Opera Wrocławska.

## Leben
Michnik erhielt ihre Ausbildung an der Musikakademie Krakau.
Im Verlauf ihrer Karriere war sie zunächst von 1981 bis 1995 auch GMD der Oper Krakau, wirkte langjährig aber insbesondere von 1995 bis 2016 in Breslau. Zu Gastdirigaten wurde sie u. a. vom Tokyo Metropolitan Symphony Orchestra, den Nürnberger Symphonikern und den Prager Philharmonikern eingeladen.
Michnik ist mit dem Bariton Boguslaw Szynalski verheiratet.

## Ehrungen
- Offizier (2001), Komtur (2010) und Komtur mit Stern (2016) des Ordens Polonia Restituta
- 2007: Verdienstorden der Bundesrepublik Deutschland
- 2005: Gloria-Artis-Medaille für kulturelle Verdienste

## Veröffentlichungen (über Ewa Michnik)
- Artystyczna uczciwość: rozmowa z Ewą Michnik (= Künstlerische Ehrlichkeit: ein Interview mit Ewa Michnik)